# 17 avril 1989
Le lundi 17 avril 1989 est le 107e jour de l'année 1989.

## Naissances
- Alexander Enbert, patineur artistique russe
- Beau Knapp, acteur américain
- Charles Aránguiz, joueur de football chilien
- Darius Adams, joueur de basket-ball américain
- Deolis Guerra, joueur de baseball vénézuélien
- Didier Koré, joueur de football ivoirien
- Fa'atiga Lemalu, joueur de rugby à XV international samoan
- Fabio Leimer, pilote automobile suisse
- Floriane Pugin, vététiste de descente française
- Juan Pablo Rendón, coureur cycliste colombien
- Levon Hayrapetyan, footballeur allemand
- Marc-Olivier Vallerand, hockeyeur sur glace canadien
- Martina Batini, escrimeuse italienne, spécialiste du fleuret
- Matthieu Nicolezeau, joueur de rink hockey
- Nicki Thiim, pilote automobile danois
- Olga Chernoivanenko, joueuse internationale russe de handball
- Paraskeví Papahrístou, athlète grecque, spécialiste du triple saut
- Wesley Koolhof, joueur de tennis professionnel néerlandais

## Décès
- Évelyne Kestemberg (née le 28 mai 1918), psychanalyste française
- Inji Aflatoun (née le 16 avril 1924), peintre égyptienne
- Jean Mersch (né le 30 décembre 1911), industriel français

## Événements
- France : le tueur en série, assassin de vieilles dames, Thierry Paulin, arrêté le 1er décembre 1987 meurt du sida à l'hôpital de Fresnes.
- Liban - France : le Secrétaire d'État Bernard Kouchner, obtient un « accord total » du gouvernement musulman pro-syrien de Salim Hoss sur l'évacuation des blessés.
- Pologne : 
  - Solidarność est officiellement légalisé.
  - Le président George H. W. Bush annonce un plan d'aide économique d'un milliard de dollars et demande au Congrès d'accorder à la Pologne le statut de « nation la plus favorisée » et déclare : « Les États-Unis n'ont jamais accepté la légitimité de la division de l'Europe. »
- Union européenne : Jacques Delors présente un rapport au Conseil européen de Luxembourg afin d'aller plus loin que le SME. Il prévoit la réalisation de l'Union économique et monétaire en trois phases. Le 19 avril, le quotidien travailliste britannique The Guardian s'interroge sur le risque, avec ce plan, de contribuer à créer une Europe à deux vitesses.
- Création de la chaîne de télévision américaine CNBC
- Sortie de l'album Eldorado de Neil Young
- Sortie de l'album One des Bee Gees